# Bistanes
Bistanes (llatí: Bisthanes, grec antic: Βισθάνης) fou un príncep persa, fill d'Artaxerxes III de Pèrsia. El 330 aC es va trobar amb Alexandre el Gran prop d'Ecbàtana i el va informar que el rei Darios III de Pèrsia havia ja fugit de la ciutat. Se sap que era germà d'Arses i Parisatis. Fora d'ell i Arses, tots els descendents directes d'Artaxerxes III van ser assassinats per l'eunuc Bagoes. Va ser el sàtrapa de Mada presumiblement fins al 336 aC, quan finalment van prendre la vida també a Arses.